# Kampanische Vasenmalerei

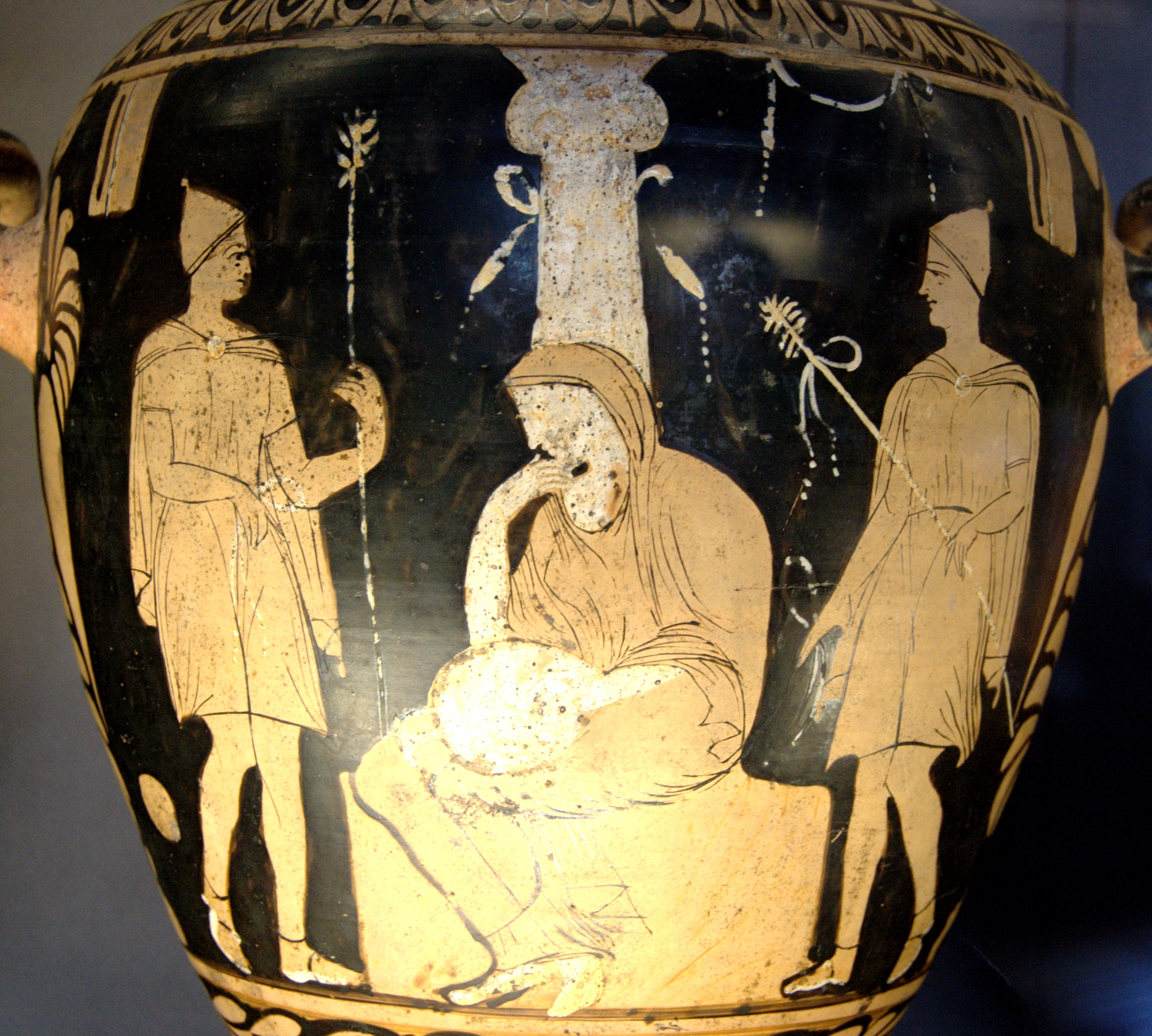
Orestes, Elektra und Pylades vor dem Grab des Agamemnon, Hydria des Malers von Louvre K 428 um 330 v. Chr.

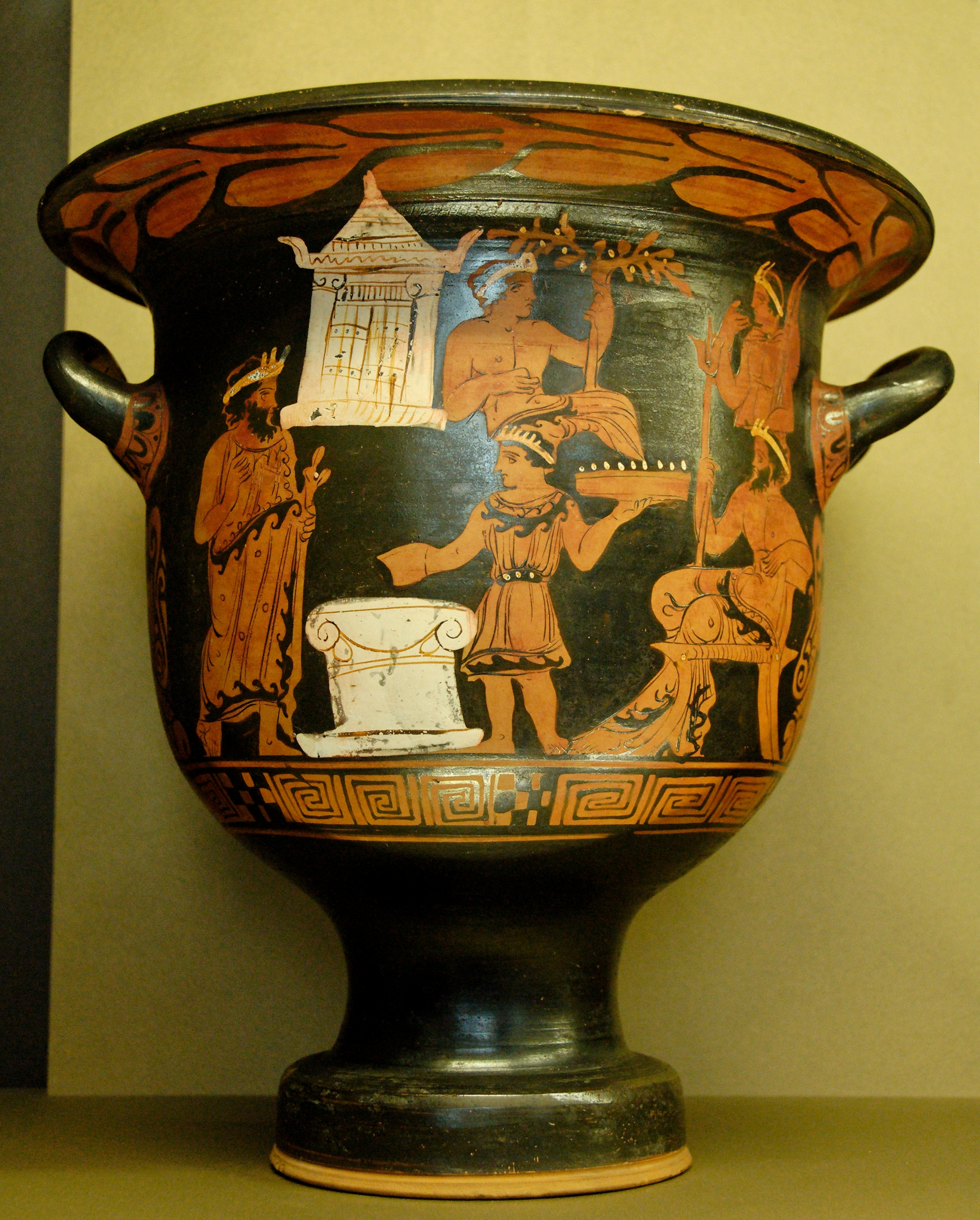
Opferszene auf einem Glockenkrater des Malers des Opfers im Louvre, um 330/20 v. Chr.

Die Kampanische Vasenmalerei war einer der fünf regionalen Stile der unteritalisch-rotfigurigen Vasenmalerei. Zusammen mit der apulischen Keramik bildete sie eine engere stilistische Gemeinschaft.
In Kampanien wurden im 5. und 4. Jahrhundert v. Chr. rotfigurige Vasen produziert. Auf dem sandfarbenen bis hellbraunen Ton Kampaniens, er war heller als die anderen Tone Unteritaliens, wurde ein dünner Überzug aufgebracht, der nach dem Brennen einen rosafarbenen bis roten Farbton annimmt und dem der attischen Vasen sehr nahekommt. Auf ihm wirkten auch die gern genutzten hellen Deckfarben besonders gut. Frauen werden oft durch den Auftrag weißer Farbe auf den Hautpartien gekennzeichnet. Kampanische Vasenmaler bevorzugten eher kleinere Gefäßtypen, hinzu kamen Hydrien und Glockenkratere. Als Leitform Kampaniens gilt die Bügelhenkelamphora. Viele Gefäßformen, die für die apulische Keramik typisch waren, fehlten, so Voluten- und Kolonettenkratere, Lutrophoren, Rhyta und Nestoriden; Peliken sind selten. Das motivische Repertoire ist begrenzt. Gezeigt werden Jünglings- und Frauengestalten, Thiasos-Szenen, Vogel- und Tierbilder, vor allem auch einheimische und samnitische Krieger sowie Frauen. Auf den Rückseiten befinden sich häufig Manteljünglinge. Mythologische Szenen und Darstellungen, die mit dem Grabkult in Zusammenhang stehen, spielen eine untergeordnetere Rolle als etwa in Apulien. Naiskos-Szenen, ornamentale Elemente sowie Polychromie werden erst ab etwa 340 v. Chr. unter apulischem Einfluss aufgegriffen. Die glockenförmigen Blumen auf den Gefäßen unterscheiden sich sehr von den Ornamenten der anderen unteritalischen Stile. Mit 4.000 bekannten Exemplaren ist der kampanische nach dem apulischen der zweitgrößte Stil der unteritalischen Keramik. 
Aus der Zeit vor der Einwanderung sizilischer Keramiker im zweiten Viertel des 4. Jahrhunderts v. Chr., die mehrere Werkstätten in Kampanien etablierten, ist dort nur die Werkstatt der Owl-Pillar-Gruppe aus der zweiten Hälfte des 5. Jahrhunderts v. Chr. bekannt. Sie imitierte attisch-rotfigurige Vorbilder. Die Kampanische Vasenmalerei wird in drei Hauptgruppen gegliedert:

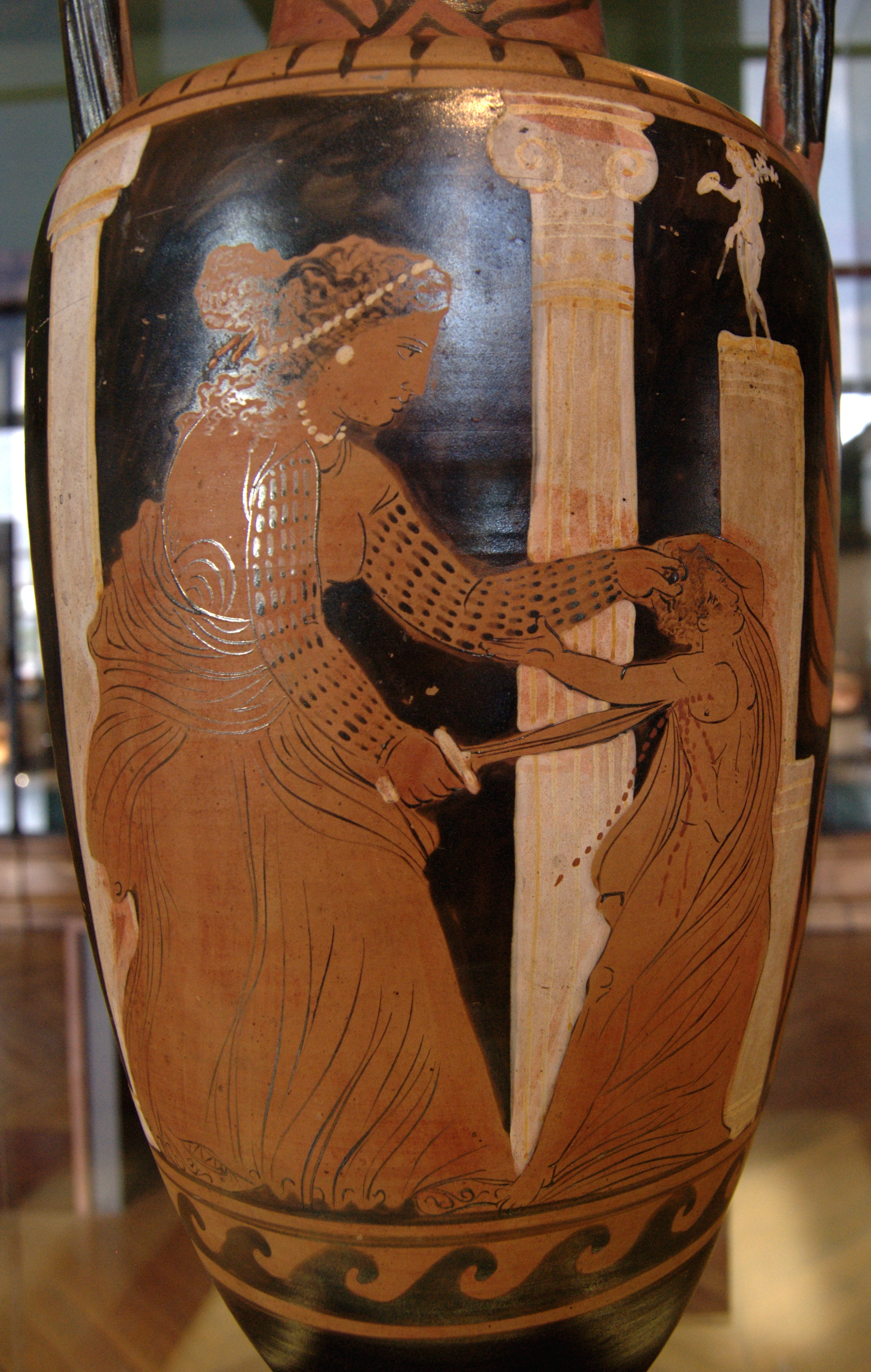
Medea tötet eines ihrer Kinder, Halsamphora des Ixion-Malers, um 330 v. Chr.

Die erste Gruppe wird repräsentiert durch die Werkstatt des Kassandra-Malers aus Capua, der noch unter dem Einfluss sizilischer Maler, vor allem des Schachbrett-Malers, stand. Ihm folgen die Werkstätten des Parrish-Malers und die Werkstatt um den Laghetto-Maler und den Caivano-Maler, die von paestanischen Malern beeinflusst war. Großformatige Vasen der Werkstätten waren meist mit mythologischen Bildern versehen. Kennzeichnend sind die Vorliebe für Satyrfiguren mit Thyrsos, Darstellungen von Köpfen – meist unter den Henkeln von Hydrien –, Zinnbordüren an den Gewändern und die häufige Verwendung weißer, roter und gelber Zusatzfarbe. Der Laghetto- und der Caivano-Maler scheinen später nach Paestum ausgewandert zu sein. Letzter Vertreter der Manufaktur war der Ixion-Maler.
Die AV-Gruppe und der Capua-Maler hatten ihre Werkstatt ebenfalls in Capua. Auch diese Manufaktur wurde offenbar von Einwanderern aus Sizilien gegründet. Besonders wichtig ist hier der Whiteface-Frignano-Maler, der einer der ersten Maler der Gruppe war. Typisch ist für ihn die Verwendung weißer Zusatzfarbe zur Kennzeichnung der weiblichen Gesichter. Besonders in dieser Gruppe wurden heimische Szenen, Frauen und Krieger gezeigt. Mehrfigurige Szenen sind selten, meist wird jeweils nur eine Figur auf der Vorder- und Rückseite gezeigt, manchmal lediglich der Kopf. Die Gewänder sind meist flüchtig gezeichnet.
Die Werkstatt in Cumae wurde erst sehr spät gegründet. Hier arbeitete nach 350 v. Chr. der Werkstattgründer, der CA-Maler, sowie dessen Mitarbeiter und Nachfolger. Der CA-Maler gilt als herausragender Vertreter dieser Gruppe, womöglich der gesamten kampanischen Vasenmalerei. Ab 330 v. Chr. ist ein starker Einfluss der apulischen Vasenmalerei augenscheinlich. Am häufigsten dargestellte Motive sind Naiskos- und Grabszenen, dionysische Szenen und Symposiendarstellungen. Typisch ist zudem die Darstellung von geschmückten Frauenköpfen. Der CA-Maler arbeitete polychrom, verwendete aber manchmal sehr viel Deckweiß bei Architektur- und Frauendarstellungen. Seine Nachfolger, der CB-Maler und der CC-Maler, konnten seine Qualität nur bedingt halten, und so setzte schnell ein Niedergang ein, der um 300 v. Chr. in das Ende der kampanischen Vasenmalerei mündete.